# Michael Bütner
Michael Bütner magyaros névalakban Bütner Mihály (? – Szászújfalu, 1593) evangélikus lelkész, költő.

## Élete
Michael Bütner kistoronyi (Neppendorf) lelkész fia, Wittenbergben tanult és 1593-ban szászújfalusi (Szebenszék) evangélikus lelkész lett, de még ugyanazon évben meghalt.

## Művei
- Carmen in natalem Christi Servatoris. Wittebergae, 1582.
- De morte Christi Domini ad mortales lamentatio. Uo. 1582. (Ének.)